# Carey McWilliams
Carey McWilliams (13 décembre 1905 – 27 juin 1980) est un auteur, éditeur et avocat américain. Il est surtout connu pour ses écrits sur la politique et la culture californiennes, notamment sur la condition des ouvriers agricoles migrants et l'internement des Américains d'origine japonaise pendant la Seconde Guerre mondiale. De 1955 à 1975, il est à la tête du magazine The Nation.

## Jeunesse
Carey McWilliams naît le 13 décembre 1905 à Steamboat Springs (Colorado). Son père est éleveur de bétail et également sénateur d'État. Celui-ci décède trois mois avant que Carey McWilliams n'obtienne son diplôme de l'Académie militaire de Wolfe Hall en 1921. Il commence par fréquenter l'Université de Denver, mais on lui demande de partir au cours de sa première année pour « avoir célébré la Saint-Patrick avec trop d'enthousiasme ». Un jour ou deux plus tard, il arrive en Californie pour la première fois en 1922.
Carey McWilliams fréquente l'Université de Californie du Sud où il obtient un diplôme en droit en 1927
De 1927 à 1938, Carey McWilliams exerce le droit à Los Angeles chez Black, Hammock & Black. Certaines affaires dont il s'occupe, comme notamment la défense des grévistes mexicains de la filière agrumes, préfigurent le thème de ses écrits ultérieurs.
Au cours des années 1920 et au début des années 1930, Carey McWilliams rejoint un réseau informel d'écrivains, principalement californiens du sud, comprenant Robinson Jeffers, John Fante, Louis Adamic et Upton Sinclair. Sa carrière littéraire bénéficie aussi grandement de ses relations avec Mary Austin et HL Mencken. Mencken lui fournit un débouché à ses premiers faits de journalisme et lui suggère l'idée de son premier livre, une biographie de 1929 de l'écrivain populaire, et un temps californien, Ambrose Bierce.
Au cours des années 1940, Carey McWilliams habite Echo Park, un quartier de Los Angeles. Il demeure propriétaire de sa maison au 2041 Alvarado Street jusque dans les années 1970, bien après avoir emménagé à New York en 1951.

## Activité politique et publications
La Grande Dépression et la montée du fascisme européen dans les années 1930 radicalisent les positions de Carey McWilliams. Il se met à travailler avec des organisations politiques et juridiques de gauche, notamment l'organisation de défense des droits civiques aux États-Unis (American Civil Liberties Union, ACLU) et la guilde américaine des avocats (National Lawyers Guild, NLG). Carey McWilliams écrit également pour Pacific Weekly, Controversy, The Nation et d'autres magazines progressistes. Il continue de représenter les travailleurs de Los Angeles et ses environs, d'aider à organiser syndicats et associations professionnelles et de servir comme examinateur pour le nouveau conseil national des relations de travail (National Labor Relations Board).
L'activisme de Carey McWilliams prend plusieurs formes. Au début des années 1940, il contribue à l'annulation des condamnations de jeunes majoritairement latinos à la suite du procès pour meurtre du Sleepy Lagoon. Il intervient également pour refroidir les esprits échauffés de Los Angeles lors des émeutes zazous en 1943, face à des bagarres entre militaires et jeunes latinos alors devenues disproportionnées.
Une fois sorti du gouvernement californien (en 1942), Carey McWilliams devient un critique ouvert du renvoi et de l'internement des citoyens américains d'origine japonaise et a presque immédiatement commencé à rédiger un exposé sur le sujet. Publié en 1944, Prejudice: Japanese-Americans: Symbol of Racial Intolerance a été cité par le juge Frank Murphy dans son opinion dissidente dans Korematsu contre États-Unis, l'intitulé de la décision de la Cour suprême qui confirme la constitutionnalité de l'exclusion.
Son premier succès de librairie, Factories in the Field, paraît en 1939 et compte parmi ses œuvres les plus durables. Publié quelques mois après Les Raisins de la colère de John Steinbeck, il examine la vie des travailleurs agricoles migrants en Californie et condamne la politique et les conséquences du monopole des terres agricoles californiennes et de l'industrie agro-alimentaire à grande échelle. Peu de temps avant sa publication, Carey McWilliams accepte une offre du nouveau gouverneur, Culbert Olson, pour diriger la Division de l'immigration et du logement de Californie. Au cours de son mandat de quatre ans (1938-1942), il se concentre sur l'amélioration des conditions de travail et des salaires agricoles, mais ses espoirs de réformes majeures s'effondrent avec l'avènement de la Seconde Guerre mondiale.
Carey McWilliams quitte donc son poste au gouvernement californien en 1942, lorsque le nouveau gouverneur, Earl Warren, promet dans sa campagne électorale que son premier acte officiel sera de le licencier. Carey McWilliams est alors un critique virulent de Warren, qu'il décrit comme « l'incarnation de l'intelligence réactionnaire », mais il finit par devenir un admirateur enthousiaste après que Warren rejoint la Cour suprême des États-Unis la décennie suivante. Un tel revirement d'opinion ne se reproduira pas vis à vis d'un autre homme politique californien : Richard Nixon, que McWilliams décrit en 1950 comme « un petit homme pimpant doté d'une étonnante capacité à produire de viles mesquineries ».
Après sa fonction au gouvernement californien, Carey McWilliams poursuit son travail d'écriture de manière prolifique. Son attention se tourne vers les questions d'égalité ethnique, avec une série de livres importants (dont Brothers Under the Skin, Prejudice, North from Mexico et A Mask for Privilege ) qui traitent des conditions des migrants et des groupes minoritaires. Il réalise également deux portraits régionaux, Southern California Country: An Island on the Land (1946, série American Folkways) et California: The Great Exception (1949), que de nombreux aficionados considèrent encore comme les plus belles histoires interprétatives de ces régions. Des décennies après sa publication, Southern California Country inspirera le scénario oscarisé de Robert Towne pour Chinatown (1974).
En 1951, Carey McWilliams emménage à New York pour travailler à The Nation sous la direction de la rédactrice en chef Freda Kirchwey. Au cours de la décennie suivante, il aide le magazine à traverser sa période la plus difficile. Il en devient rédacteur en chef en 1955 (jusqu'en 1975) et on lui attribue le renforcement des reportages d'investigation du magazine. Il publie également les premiers travaux de Ralph Nader, Howard Zinn, Theodore Roszak, William Ryan et Hunter S. Thompson. William Ryan crédite McWilliams en le mettant au défi d'écrire ce qui deviendra alors un classique de Carey McWilliams :  Blaming the victim  (1971). Hunter S. Thompson attribue à Carey McWilliams l'idée de son premier livre à succès, Hell's Angels (Hell's Angels: The Strange and Terrible Saga of the Outlaw Motorcycle Gangs,1967).

## Histoire de McWilliams et de la Baie des Cochons
Carey McWilliams est le premier journaliste américain à révéler que la CIA entraînait un groupe d'exilés cubains au Guatemala pour le débarquement de la Baie des Cochons. Son article pour The Nation, "Are We Training Cuban Guerrillas?" (Smmes nous en train de préparer des guerrillas cubaines ?"), est publié en novembre 1960, sous le gouvernement Eisenhower, cinq mois avant l'opération invasive.
L'histoire est largement ignorée par les grands journaux comme le New York Times et le Washington Post. Arthur M. Schlesinger, Jr., assistant du président John F. Kennedy, fait pression sur The New Republic pour qu'il ne publie pas d'article sur la guérilla. Après l'échec du débarquement, Kennedy regrette que davantage d'informations sur le plan d'invasion n'aient pas été publiées en déclarant au journaliste du Times, Turner Catledge : « Si vous aviez imprimé davantage sur l'opération, vous nous auriez sauvés d'une erreur colossale. » .

## Mort et transmission
Carey McWilliams décède à New York le 27 juin 1980, à l'âge de 74 ans. Depuis sa mort, sa fortune critique n’a cessé d’augmenter. L'American Political Science Association décerne chaque année un prix Carey McWilliams « pour honorer une contribution journalistique majeure à notre compréhension de la politique ». Dans Embattled Dreams (2002), l'historien californien Kevin Starr qualifie l'œuvre de McWilliams de « meilleure non-fiction sur la Californie de tous les temps », et le biographe Peter Richardson soutient que McWilliams pourrait être l'intellectuel public américain le plus polyvalent du XXe siècle .
Son premier fils, Wilson Carey McWilliams, était un politologue réputé qui enseignait à l'Université Rutgers. Son second fils, Jerry McWilliams, était expert en préservation des disques vinyles. Carey McWilliams a deux petits-enfants : Susan McWilliams Barndt, professeur de politique au Pomona College, et Helen McWilliams, la chanteuse principale de VAGIANT Boston/Tijuana Sweetheart.
Les articles de McWilliams sont conservés à la bibliothèque Bancroft de l'Université de Californie à Berkeley et dans les collections spéciales de l'Université de Californie à Los Angeles.